# Hofsteder Bach
Der Hofsteder Bach in Bochum diente jahrzehntelang vor allem zur Abwasserbeseitigung. Der überwiegende Teil ist verrohrt, der Rest begradigt und in Beton gebettet. Erst jetzt im Rahmen des ökologischen  Umbaus des Emschersystems wird der oberirdische Teil des Hofsteder Bachs (ca. 1,8 km) renaturiert.

## Geographie
Der sichtbare Teil des Bachs beginnt an der Hofsteder Straße in Hofstede und fließt im Wesentlichen nach Westen. Kurz vor den ehemaligen Klärteichen macht er einen Bogen nach Nordwest und bildet zusammen mit dem Marbach den Hüller Bach. Dieser unterquert in Gelsenkirchen den Rhein-Herne-Kanal und mündet schließlich in die Emscher.
| Weitere geografische Daten über den Hofsteder Bach (ca. 1,8 km) | Weitere geografische Daten über den Hofsteder Bach (ca. 1,8 km) | Weitere geografische Daten über den Hofsteder Bach (ca. 1,8 km) |
| --------------------------------------------------------------- | --------------------------------------------------------------- | --------------------------------------------------------------- |
| Erstes Auftreten an der Oberfläche in Hofstede                  | 51° 30′ 7″ N, 7° 12′ 17″ O                                      | ca. 65 m ü.NN                                                   |
| Mündung in den Hüller Bach                                      | 51° 30′ 9″ N, 7° 10′ 49″ O                                      | ca. 53 m ü.NN                                                   |

## Geschichte
Im 19. Jahrhundert war der Hofsteder Bach wesentlich länger als der heute sichtbare Teil. Er entsprang bei Altenbochum, floss in Richtung Westen nach Bochum und wurde unterirdisch durch die Innenstadt geleitet. Dann bog er nach Norden ab und schlängelte sich durch ein weites Wiesental bis Hofstede, wo der Grummer Bach einmündete und die Bulksmühle angetrieben werden musste. Weiter floss er nach Westen und vereinigte sich schließlich mit dem Marbach.
Schon Anfang des 20. Jahrhunderts war es so, dass die beiden Bäche, Marbach und Hofsteder Bach, das Wasser der Bochumer Straßenkanäle aufnahmen und – nachdem es in Klärteichen gereinigt wurde – in die Emscher leiteten.

## Verwaltung
In der Gewässerverwaltung von Nordrhein-Westfalen sind der heutzutage noch sichtbare Teil des Hofsteder Bachs und der Grummer Bach zusammengefasst worden zu einem Fließgewässer mit der Nummer 277242 und dem Namen Hofsteder Bach. Es besteht aus ca. 1,8 km altem Hofsteder Bach, einem ca. 1 km langen verrohrten Abschnitt und ca. 2,7 km Grummer Bach.

## Ökologie
Zurzeit findet eine „Ökologische Verbesserung von km 0,00 bis km 1,80“ des Hofsteder Bachs statt. Der zukünftige Abwasserkanal ist schon fertig – durch den wird vorübergehend auch das Wasser vom Grummer bzw. Hofsteder Bach geleitet. Das Bachbett an der Erdoberfläche liegt trocken und wird renaturiert. Wenn die Baumaßnahmen fertig sind, darf der Bach wieder ans Tageslicht kommen.